# Seroiro
Seroiro är en ort i Spanien.   Den ligger i provinsen Province of Asturias och regionen Asturien, i den nordvästra delen av landet, 400 km nordväst om huvudstaden Madrid. Seroiro ligger 572 meter över havet och antalet invånare är 150.
Terrängen runt Seroiro är lite bergig. Runt Seroiro är det glesbefolkat, med 15 invånare per kvadratkilometer. Närmaste större samhälle är San Antolín, 4,8 km sydväst om Seroiro. I omgivningarna runt Seroiro växer i huvudsak blandskog.